# Oebalus (Sohn des Telon)
Oebalus war in der römischen Mythologie ein König von Kampanien. Er war der Sohn des Telon, König von Capreae, und der Nymphe Sebethis, der Tochter des Flussgottes Sebethus bei Neapel. Da Oebalus das Reich seines Vaters zu klein erschien, begab er sich nach Kampanien und gründete in der Flussebene des Sarnus ein neues Reich.